# Collegio di Manchester Withington
Manchester Withington è un collegio elettorale situato nella Grande Manchester, nel Nord Ovest dell'Inghilterra, e rappresentato alla Camera dei comuni del Parlamento del Regno Unito. Elegge un membro del parlamento con il sistema first-past-the-post, ossia maggioritario a turno unico; l'attuale parlamentare è Jeff Smith del Partito Laburista, che rappresenta il collegio dal 2015.

## Estensione

Manchester Withington dal 2010 al 2024

- 1918–1950: i ward del County Borough di Manchester di Chorlton-cum-Hardy, Didsbury e Withington
- 1950-1955: i ward del County Borough di Manchester di Rusholme e Withington
- 1955-1974: i ward del County Borough di Manchester di Barlow Moor, Burnage, Levenshulme, Old Moat e Withington
- 1974-1983: i ward del County Borough di Manchester di Barlow Moor, Burnage, Didsbury, Old Moat e Withington
- 1983-2010: i ward della città di Manchester di Barlow Moor, Burnage, Chorlton, Didsbury, Old Moat e Withington
- 2010-2024: i ward della città di Manchester di Burnage, Chorlton, Chorlton Park, Didsbury East, Didsbury West, Old Moat e Withington.
- dal 2024: i ward della città di Manchester di Chorlton, Chorlton Park, Didsbury East, Didsbury West, Old Moat e Withington.

## Membri del parlamento
| Elezione | Elezione          | Deputato             | Partito             |
| -------- | ----------------- | -------------------- | ------------------- |
|          | 1918              | Alfred Deakin Carter | Conservatore        |
| 1922     | Thomas Watts      |                      | Conservatore        |
|          | 1923              | Ernest Simon         | Liberale            |
|          | 1924              | Thomas Watts         | Conservatore        |
|          | 1929              | Ernest Simon         | Liberale            |
|          | 1931              | Edward Fleming       | Conservatore        |
| 1950     | Frederick Cundiff |                      | Conservatore        |
| 1951     | Robert Cary       |                      | Conservatore        |
| Feb 1974 | Fred Silvester    |                      | Conservatore        |
|          | 1987              | Keith Bradley        | Laburista           |
|          | 2005              | John Leech           | Liberal Democratici |
|          | 2015              | Jeff Smith           | Laburista           |

## Elezioni

### Elezioni negli anni 2020
| Partito                    | Partito                                | Candidato                  | Risultati 4 luglio 2024 | Risultati 4 luglio 2024 |
| Partito                    | Partito                                | Candidato                  | Voti                    | %                       |
| -------------------------- | -------------------------------------- | -------------------------- | ----------------------- | ----------------------- |
|                            | Laburista                              | Jeff Smith                 | 22 066                  | 52,88                   |
|                            | Verdi                                  | Sam Easterby-Smith         | 8 084                   | 19,37                   |
|                            | Lib Dem                                | Richard Kilpatrick         | 5 412                   | 12,97                   |
|                            | Conservatore                           | Sarah Garcia de Bustos     | 2 280                   | 5,46                    |
|                            | Reform UK                              | Kaine Williams             | 1 961                   | 4,70                    |
|                            | Workers                                | Lizzie Greenwood           | 1 774                   | 4,25                    |
|                            | SDP                                    | Wendy Andrew               | 154                     | 0,37                    |
|                            |                                        |                            |                         |                         |
| Iscritti                   | Iscritti                               | Iscritti                   | 70 555                  | 100,00                  |
| ↳ Votanti (% su iscritti)  | ↳ Votanti (% su iscritti)              | ↳ Votanti (% su iscritti)  | 41 731                  | 59,15                   |
| ↳ Astenuti (% su iscritti) | ↳ Astenuti (% su iscritti)             | ↳ Astenuti (% su iscritti) | 28 824                  | 40,85                   |
|                            |                                        |                            |                         |                         |
|                            | Esito: collegio confermato a Laburista |                            |                         |                         |

### Elezioni negli anni 2010
| Partito                    | Partito                                | Candidato                  | Risultati 12 dicembre 2019 | Risultati 12 dicembre 2019 |
| Partito                    | Partito                                | Candidato                  | Voti                       | %                          |
| -------------------------- | -------------------------------------- | -------------------------- | -------------------------- | -------------------------- |
|                            | Laburista                              | Jeff Smith                 | 35 902                     | 67,75                      |
|                            | Lib Dem                                | John Leech                 | 7 997                      | 15,09                      |
|                            | Conservatore                           | Shengke Zhi                | 5 820                      | 10,98                      |
|                            | Verdi                                  | Lucy Bannister             | 1 968                      | 3,71                       |
|                            | Brexit                                 | Stephen Ward               | 1 308                      | 2,47                       |
|                            |                                        |                            |                            |                            |
| Iscritti                   | Iscritti                               | Iscritti                   | 76 530                     | 100,00                     |
| ↳ Votanti (% su iscritti)  | ↳ Votanti (% su iscritti)              | ↳ Votanti (% su iscritti)  | 53 176                     | 69,48                      |
| ↳ Astenuti (% su iscritti) | ↳ Astenuti (% su iscritti)             | ↳ Astenuti (% su iscritti) | 23 354                     | 30,52                      |
|                            |                                        |                            |                            |                            |
|                            | Esito: collegio confermato a Laburista |                            |                            |                            |

| Partito                    | Partito                                | Candidato                  | Risultati 8 giugno 2017 | Risultati 8 giugno 2017 |
| Partito                    | Partito                                | Candidato                  | Voti                    | %                       |
| -------------------------- | -------------------------------------- | -------------------------- | ----------------------- | ----------------------- |
|                            | Laburista                              | Jeff Smith                 | 38 424                  | 71,68                   |
|                            | Lib Dem                                | John Leech                 | 8 549                   | 15,95                   |
|                            | Conservatore                           | Sarah Heald                | 5 530                   | 10,32                   |
|                            | Verdi                                  | Laura Bannister            | 865                     | 1,61                    |
|                            | Women's Equuality                      | Sally Carr                 | 234                     | 0,44                    |
|                            |                                        |                            |                         |                         |
| Iscritti                   | Iscritti                               | Iscritti                   | 74 550                  | 100,00                  |
| ↳ Votanti (% su iscritti)  | ↳ Votanti (% su iscritti)              | ↳ Votanti (% su iscritti)  | 53 602                  | 71,90                   |
| ↳ Astenuti (% su iscritti) | ↳ Astenuti (% su iscritti)             | ↳ Astenuti (% su iscritti) | 20 948                  | 28,10                   |
|                            |                                        |                            |                         |                         |
|                            | Esito: collegio confermato a Laburista |                            |                         |                         |

| Partito                    | Partito                                      | Candidato                  | Risultati 7 maggio 2015 | Risultati 7 maggio 2015 |
| Partito                    | Partito                                      | Candidato                  | Voti                    | %                       |
| -------------------------- | -------------------------------------------- | -------------------------- | ----------------------- | ----------------------- |
|                            | Laburista                                    | Jeff Smith                 | 26 843                  | 53,72                   |
|                            | Lib Dem                                      | John Leech                 | 11 970                  | 23,96                   |
|                            | Conservatore                                 | Robert Manning             | 4 872                   | 9,75                    |
|                            | Verdi                                        | Lucy Bannister             | 4 048                   | 8,10                    |
|                            | UKIP                                         | Mark Davies                | 2 172                   | 4,35                    |
|                            | Indipendente                                 | Marcus Farmer              | 61                      | 0,12                    |
|                            |                                              |                            |                         |                         |
| Iscritti                   | Iscritti                                     | Iscritti                   | 74 023                  | 100,00                  |
| ↳ Votanti (% su iscritti)  | ↳ Votanti (% su iscritti)                    | ↳ Votanti (% su iscritti)  | 49 966                  | 67,50                   |
| ↳ Astenuti (% su iscritti) | ↳ Astenuti (% su iscritti)                   | ↳ Astenuti (% su iscritti) | 24 057                  | 32,50                   |
|                            |                                              |                            |                         |                         |
|                            | Esito: collegio passa da Lib Dem a Laburista |                            |                         |                         |

| Partito                    | Partito                              | Candidato                  | Risultati 6 maggio 2010 | Risultati 6 maggio 2010 |
| Partito                    | Partito                              | Candidato                  | Voti                    | %                       |
| -------------------------- | ------------------------------------ | -------------------------- | ----------------------- | ----------------------- |
|                            | Lib Dem                              | John Leech                 | 20 110                  | 44,61                   |
|                            | Laburista                            | Lucy Powell                | 18 260                  | 40,51                   |
|                            | Conservatore                         | Chris Green                | 5 005                   | 11,10                   |
|                            | Verdi                                | Brian A. Candeland         | 798                     | 1,77                    |
|                            | UKIP                                 | Robert Gutfreund-Walmsley  | 698                     | 1,55                    |
|                            | Indipendente                         | Yasmin Zalzala             | 147                     | 0,33                    |
|                            | Indipendente                         | Marcus Farmer              | 57                      | 0,13                    |
|                            |                                      |                            |                         |                         |
| Iscritti                   | Iscritti                             | Iscritti                   | 72 467                  | 100,00                  |
| ↳ Votanti (% su iscritti)  | ↳ Votanti (% su iscritti)            | ↳ Votanti (% su iscritti)  | 45 075                  | 62,20                   |
| ↳ Astenuti (% su iscritti) | ↳ Astenuti (% su iscritti)           | ↳ Astenuti (% su iscritti) | 27 392                  | 37,80                   |
|                            |                                      |                            |                         |                         |
|                            | Esito: collegio confermato a Lib Dem |                            |                         |                         |

### Elezioni negli anni 2000
| Partito                    | Partito                                      | Candidato                  | Risultati 5 maggio 2005 | Risultati 5 maggio 2005 |
| Partito                    | Partito                                      | Candidato                  | Voti                    | %                       |
| -------------------------- | -------------------------------------------- | -------------------------- | ----------------------- | ----------------------- |
|                            | Lib Dem                                      | John Leech                 | 15 872                  | 42,37                   |
|                            | Laburista                                    | Keith Bradley              | 15 205                  | 40,59                   |
|                            | Conservatore                                 | Karen Bradley              | 3 919                   | 10,46                   |
|                            | Verdi                                        | Brian A. Candeland         | 1 595                   | 4,26                    |
|                            | UKIP                                         | Robert Gutfreund-Walmsley  | 424                     | 1,13                    |
|                            | Indipendente                                 | Ivan Benett                | 243                     | 0,65                    |
|                            | Indipendente                                 | Yasmin Zalzala             | 152                     | 0,41                    |
|                            | Their Party                                  | Richard Reed               | 47                      | 0,13                    |
|                            |                                              |                            |                         |                         |
| Iscritti                   | Iscritti                                     | Iscritti                   | 67 737                  | 100,00                  |
| ↳ Votanti (% su iscritti)  | ↳ Votanti (% su iscritti)                    | ↳ Votanti (% su iscritti)  | 37 459                  | 55,30                   |
| ↳ Astenuti (% su iscritti) | ↳ Astenuti (% su iscritti)                   | ↳ Astenuti (% su iscritti) | 30 278                  | 44,70                   |
|                            |                                              |                            |                         |                         |
|                            | Esito: collegio passa da Laburista a Lib Dem |                            |                         |                         |

| Partito                    | Partito                                | Candidato                  | Risultati 7 giugno 2001 | Risultati 7 giugno 2001 |
| Partito                    | Partito                                | Candidato                  | Voti                    | %                       |
| -------------------------- | -------------------------------------- | -------------------------- | ----------------------- | ----------------------- |
|                            | Laburista                              | Keith Bradley              | 19 239                  | 54,89                   |
|                            | Lib Dem                                | Yasmin Zalzala             | 7 715                   | 22,01                   |
|                            | Conservatore                           | Julian Samways             | 5 349                   | 15,26                   |
|                            | Verdi                                  | Michelle Valentine         | 1 539                   | 4,39                    |
|                            | Alleanza Socialista                    | John Clegg                 | 1 208                   | 3,45                    |
|                            |                                        |                            |                         |                         |
| Iscritti                   | Iscritti                               | Iscritti                   | 37 533                  | 100,00                  |
| ↳ Votanti (% su iscritti)  | ↳ Votanti (% su iscritti)              | ↳ Votanti (% su iscritti)  | 35 050                  | 93,38                   |
| ↳ Astenuti (% su iscritti) | ↳ Astenuti (% su iscritti)             | ↳ Astenuti (% su iscritti) | 2 483                   | 6,62                    |
|                            |                                        |                            |                         |                         |
|                            | Esito: collegio confermato a Laburista |                            |                         |                         |

## Risultati dei referendum

### Referendum sulla permanenza del Regno Unito nell'Unione europea del 2016
|             | Collegio              | Lasciare UE % | Rimanere in UE % |
| ----------- | --------------------- | ------------- | ---------------- |
|             | Manchester Withington | 26,3%         | 73,7%            |
|             | Inghilterra           | 53,3%         | 46,7%            |
| Regno Unito | 51,9%                 | 48,1%         |                  |